# Ajax Bay
Ajax Bay ist eine kleine Siedlung auf den Falklandinseln. Der Ort liegt im Westen von Ostfalkland an der San Carlos Bucht, einige Kilometer westlich von Port San Carlos. Im Rahmen eines Entwicklungsprogramms der
Commonwealth Development Corporation wurde in dem Ort eine Anlage zur Verarbeitung von Schaffleisch errichtet. Die Anlage wurde jedoch kaum genutzt und schließlich nach Stanley verlegt.
Im Rahmen der Operation Sutton war der Ort unter dem Codenamen „Red Beach“ ein Landungspunkt der ersten britischen Einheiten während des Falklandkrieges und wurde später als Militär-Hospital genutzt.

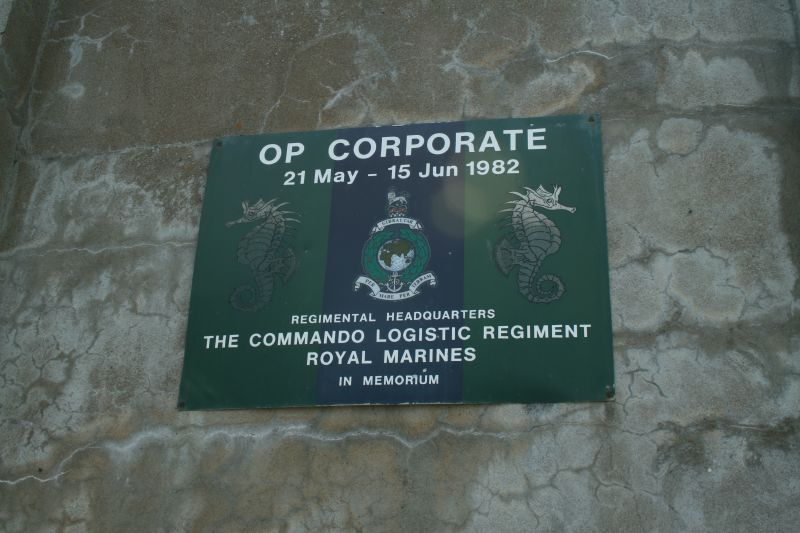
Erinnerungsplakette an das British Cdo Log Regt RM
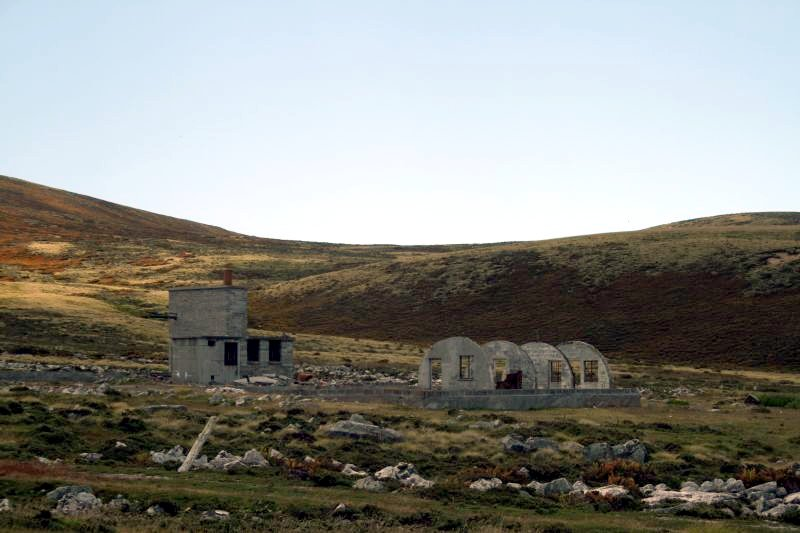
Überreste des Militärhospitals
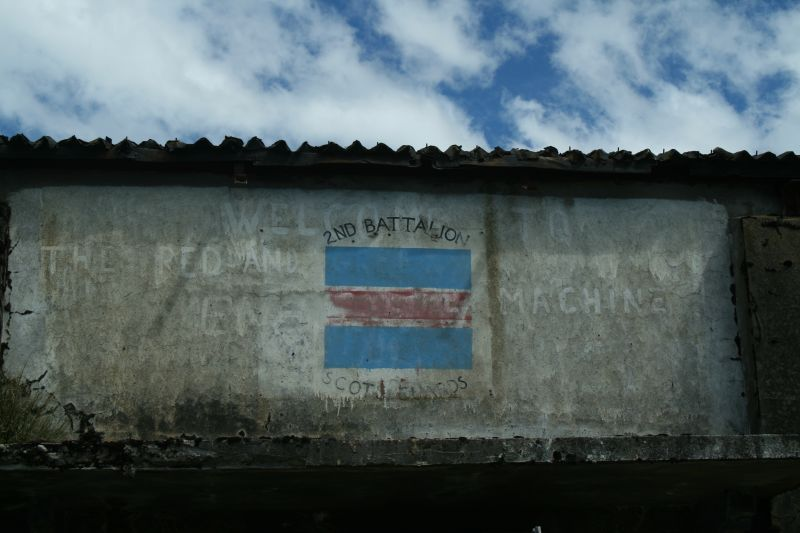
Graffiti aus der Zeit des Falklandkrieges
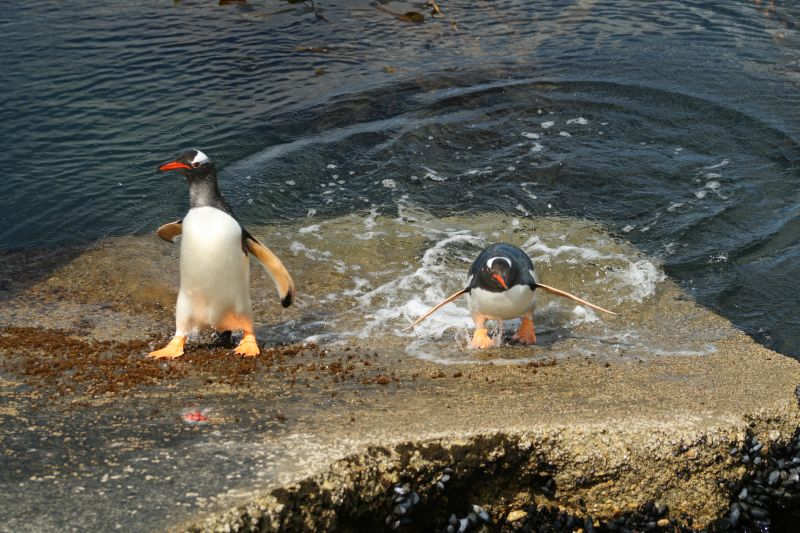
Eselspinguine in Ajax Bay